# 1998年コンゴ航空ボーイング727撃墜事件
1998年コンゴ航空ボーイング727撃墜事件（1998ねんコンゴこうくうボーイング727げきついじけん）は、1998年10月10日に発生した民間航空機撃墜事件である。キンドゥ空港からヌジリ国際空港へ向かう予定であったコンゴ航空のボーイング727-30が離陸直後にミサイルによって撃墜され、乗員乗客41人全員が死亡した。

## 事故機
事故機のボーイング727-30（9Q-CSG）は1965年に製造されて同年3月10日に初飛行した機体で、エンジンはプラット・アンド・ホイットニー JT8D-7を搭載していた。

## 事件の経緯
事故機は38人の乗客と3人の乗員を乗せてキンドゥ空港からヌジリ国際空港への国内不定期旅客便を運航する予定であった。離陸からわずか3分後、第二次コンゴ戦争中の反乱軍が発射した9K32のミサイルが機体後部に命中した。機長は緊急着陸を試みたものの、同機はキンドゥ近郊の密集したジャングルに墜落し、乗員乗客41人全員が死亡した。